# Montezumia intermedia
Montezumia intermedia är en stekelart som beskrevs av Edoardo Zavattari 1912.
Montezumia intermedia ingår i släktet Montezumia och familjen Eumenidae. Inga underarter finns listade i Catalogue of Life.